# Salvatore (пісня)
«Salvatore» — це пісня, яку написали Лана Дель Рей і Рік Ноуелс для її третього студійного альбому Honeymoon. Прем'єра треку відбулася 15 вересня 2015 року в ефірі програми Г'ю Стівенса на радіо Beats Radio 1. Пісня була описана як "натхненна старим світом", а також як "італійська серенада".

## Передісторія та реліз
Дель Рей поговорила із Г’ю Стівенсом на BBC Radio 1 про цю пісню, сказавши: «Ця пісня найбільше відрізняється від інших треків на платівці. У ньому трохи старосвітської італійської атмосфери. Мені подобається приспів».
16 вересня 2015 року відбулася прем'єра цієї пісні на BBC Radio 1 у Парижі, Франція. Офіційний аудіозапис пісні повинен був бути завантажений на канал Vevo співачки в той же день, але реліз не відбувся. Трек став доступним, коли альбом Honeymoon вийшов 18 вересня 2015 року.

## Критичне сприйняття
Пісня отримала критичне визнання від критика із сайту Radio.com, який похвалив вокальне виконання Дель Рей і сказав: «Композиція має свій, дуже цікавий стиль. Це повільний трек, порівняно з іншими, що стали синглами з альбому. Але він підтримує загальну темну, майже похмуру атмосферу альбому».
Британська співачка Адель також похвалила пісню «Salvatore» в журналі Vogue, прокоментувавши «Приспів цієї пісні змушує мене відчувати себе так, ніби я літаю...».

## Учасники запису
- Лана Дель Рей – вокал, авторка, продюсер.
- Рік Ноуелс - автор, продюсер, мелотрон, бас, клавішні, струнні, електро- та акустична гітара, піаніно, перкусія.
- Кієрон Мензіс - продюсер, зведення, запис, звукорежисер, перкусія.
- Патрік Уоррен - оркестрування.
- Тревор Ясуда та Кріс Гарсія - звукорежисери.
- Філ Джолі та Ірис Софія- помічники звукорежисера.
- Брайан Гріффін - ударні, перкусія.